# Laurie Cunningham
Laurence Paul Cunningham (Londres, 8 de març de 1956 - Madrid, 15 de juliol de 1989) va ser un futbolista anglès que jugava d'extrem esquerre. Una obra de teatre basada en la seva vida, Getting the Third Degree, de Dougie Blaxland, es va representar per primera vegada el 2019.

## Biografia
El 1974 va fitxar pel Leyton Orient Football Club de la segona divisió, on va jugar 3 anys. Després del seu fitxatge pel West Bromwich Albion el 1977, la seva carrera esportiva va començar a despuntar. Allà va jugar al costat de Cyrille Regis i Brendon Batson sota la direcció de l'entrenador Ron Atkinson, convertint-se en el segon trio de jugadors negres que jugava a la màxima categoria del futbol anglès, coneguts com The Three Degrees, un terme encunyat per Atkinson en referència al grup de soul estatunidenc homònim.
El seu joc a l'estadi The Hawthorns va fer que el Reial Madrid el fitxés per 195 milions de pessetes, equip en què va romandre cinc anys, guanyant la Lliga una vegada i la Copa del Rei en dos ocasions. Va abandonar el Reial Madrid la temporada 1982/83, i després d'un període a l'Sporting de Gijón i posteriorment a l'Olympique de Marsella, va tornar a Anglaterra al Leicester City el 1985, seguit d'un retorn a Espanya per a jugar al Rayo Vallecano la temporada 1988/89 on va marcar el gol que va assegurar l'ascens a Primera divisió.
Cunningham va ser convocat per primera vegada amb la selecció sub-21 d'Anglaterra el 1977 mentre jugava al West Bromwich Albion, esdevenint el primer futbolista negre a representar internacionalment l'Associació Anglesa de Futbol. Més endavant va jugar 6 partits amb la selecció absoluta entre 1979 i 1980, convertint-se en un dels primers internacionals negres d'Anglaterra.
Mentre jugava al Rayo Vallecano, Cunningham va morir en un accident de trànsit a Madrid el matí del 15 de juliol de 1989, a l'edat de 33 anys.

## Palmarès
Reial Madrid
- La Lliga: 1979–80
- Copa del Rei: 1979–80, 1981–82

Wimbledon FC
- Copa anglesa: 1987–88